# جيمس مايكل برات
جيمس مايكل برات (بالإنجليزية: James Michael Pratt)‏ (6 أبريل 1953، كاليفورنيا في الولايات المتحدة)؛ منتج أفلام وروائي أمريكي.

## روابط خارجية
- جيمس مايكل برات على موقع IMDb (الإنجليزية)